# Šarbanovac (Sokobanja)
Pour les articles homonymes, voir Šarbanovac.
Šarbanovac (en serbe cyrillique : Шарбановац) est un village de Serbie situé dans la municipalité de Sokobanja, district de Zaječar. Au recensement de 2011, il comptait 405 habitants.

## Démographie
| 1948  | 1953  | 1961  | 1971 | 1981 | 1991 | 2002 | 2011 |
| ----- | ----- | ----- | ---- | ---- | ---- | ---- | ---- |
| 1 130 | 1 158 | 1 123 | 994  | 861  | 708  | 514  | 405  |

|  |